# مأمون سلامة
مأمون محمد سلامة (10 يوليو 1936 -2009) حقوقي مصري، ورئيس جامعة القاهرة الأسبق. عمل مستشارًا ثقافيًا لجمهورية مصر العربية لدى فرنسا، وقد توفي عن عمر يناهز 73 عاما.

## التاريخ العلمي
حصل على ليسانس حقوق عام 1956 بتقدير جيد جداً مع مرتبة الشرف
حصل على دبلوم التعمق في القانون الجنائى من جامعة روما عام 1962 (معادلة الدكتوراه)

## الأعمال
عين مدرسا بقسم القانون الجنائى عام 1965
عين أستاذ مساعد عام 1971
عين أستاذ للقانون الجنائى عام 1976
عين وكيلآ للكلية لشئون الدراسات العليا والبحوث ثم وكيلآ لشئون التعليم والطلآب
نائبا لرئيس الجامعة لشئون فرع الخرطوم
عين رئيسا لجامعة القاهرة عام 1 سبتمبر 1989 - 31 أغسطس 1993
أستاذ متفرغ بقسم القانون الجنائى بكلية الحقوق بجامعة القاهرة ورائدا للجمعية للبحث الجنائى بالكلية.

## الجوائز والأوسمة
- وسام العلوم والفنون من الدرجة الأولى، عام 1983.
- جائزة الدولة التقديرية في العلوم الاجتماعية من المجلس الأعلى للثقافة، عام 2003.